# Alles bleibt anders (Film)
Alles bleibt anders ist ein Schweizer Fernsehfilm aus dem Jahre 2006. Die Filmkomödie wurde von der Firma Langfilm für das Schweizer Fernsehen produziert.

## Handlung
Die 16-jährige Lisa hat die obligatorische Schulzeit als Klassenbeste abgeschlossen. Ein Elitegymnasium offeriert ihr deshalb ein Stipendium. Allerdings stellt Lisa bald fest, dass sie vom 18-jährigen Osman schwanger ist, der momentan eine Jugendstrafe abarbeitet. Osman und die beiden Elternpaare reagieren schockiert auf die Nachricht. Für sie ist klar, dass Lisa abtreibt. Lisa entscheidet sich allerdings dagegen. Durch diesen Entschluss entstehen zahlreiche Verwicklungen in und zwischen den beiden Familien aus verschiedenen Kulturen.

## Kritiken
«Neben der Hauptdarstellerin Selina Weber in der Rolle der Lisa und Serhat Leylek als ihr Freund Osman, brillieren Mike Müller und Nana Krüger als Lisas zunächst völlig überforderte, in engstirnigen Denkmustern gefangene Eltern. Aber auch Hilmi Sözer und Meral Perin als Osmans Eltern inszenieren die kulturelle Andersartigkeit – die so anders gar nicht ist – mit feinem Humor und beinharter Ernsthaftigkeit. Sie finden genau das richtige Mass an Pathos, das die Schauspieler und Schauspielerinnen zu absoluter Höchstform auflaufen lässt.
Ein grandioser Schnitt, eine witzige Bildkomposition, der Einsatz von Musik und Farbe tun das ihre, um Alles bleibt anders frisch, modern und sympathisch wirken zu lassen. (…) Wer von dem Charme dieses Filmes nicht berührt ist, sollte sich ein neues Herz suchen.»